# Fritz-Reuter-Straße 2a (München)

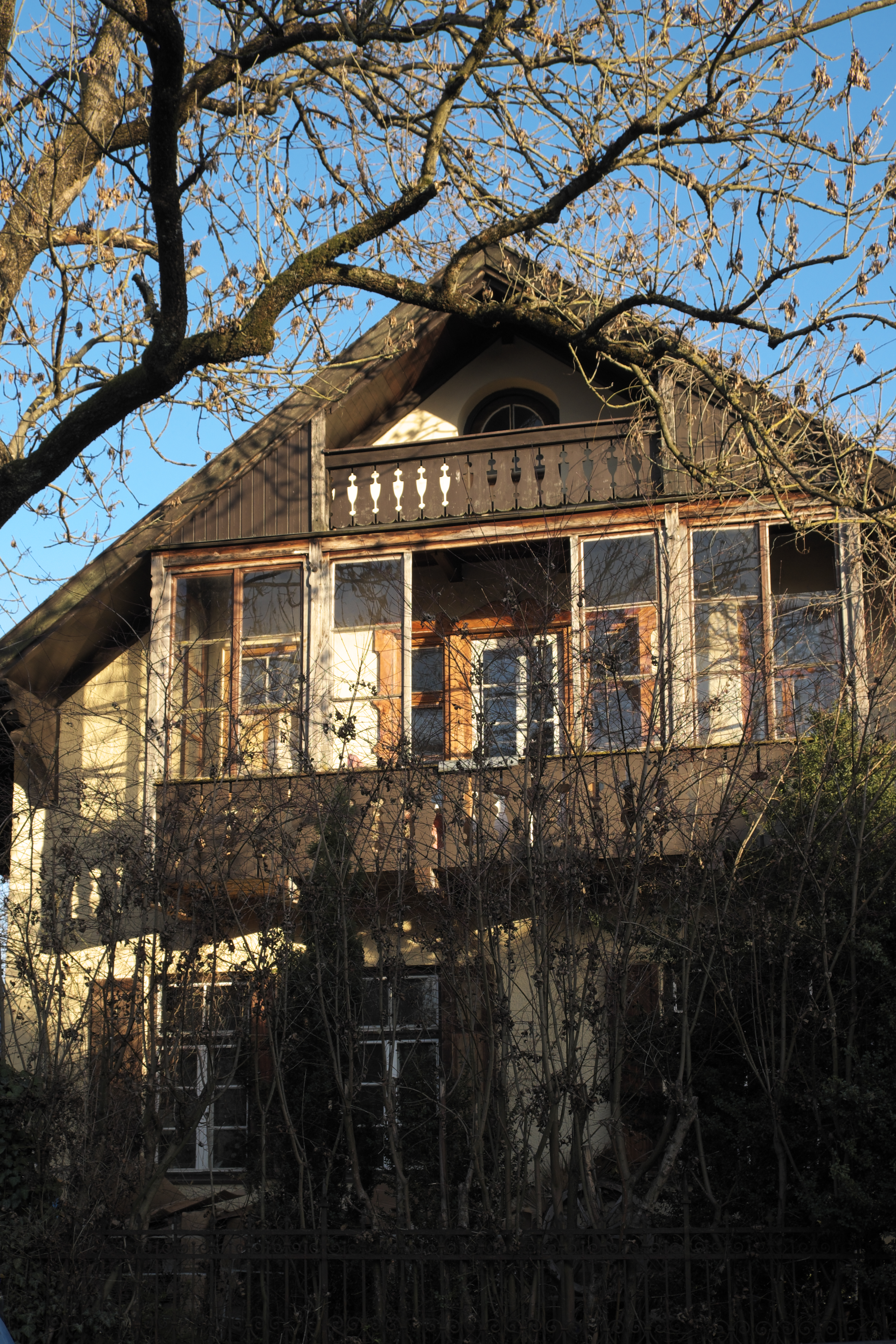
Villa Fritz-Reuter-Straße 2a im Stadtteil Pasing von München

Das Gebäude Fritz-Reuter-Straße 2a im Stadtteil Pasing der bayerischen Landeshauptstadt München wurde 1893 errichtet. Die kleine Villa in der Fritz-Reuter-Straße, die zur Frühbebauung der Villenkolonie Pasing I gehört, ist ein geschütztes Baudenkmal.
Der eingeschossige Satteldachbau mit Holzbalkon und Kniestock wurde nach Plänen des Architekturbüros August Exter im Heimatstil errichtet. Er entspricht einem Standardentwurf des Architekturbüros.
Von 1897 bis 1900 erfolgte bereits ein Umbau von Georg Völkl.